# Glenn Cosey
Glenn Miller Cosey (Flint, Míchigan, 17 de febrero de 1992) es un jugador de baloncesto estadounidense que pertenece a la plantilla del Paisas BBC que compite en la BCLA. Con 1,83 metros de estatura, juega en la posición de base. 

## Trayectoria deportiva

### Universidad
Jugó dos años en el Community College de Columbus State, donde en su segunda temporada fue incluido en el mejor quinteto All-America tras promediar 17,4 puntos, 5,5 rebotes y 3,9 asistencias por partido. Fue posteriormente transferido a los Colonels de la Universidad de Kentucky Oriental, donde jugó dos temporadas más, en las que promedió 17,1 puntos, 3,2 rebotes, 3,7 asistencias y 1,4 robos de balón por partido. Fue incluido en el mejor quinteto de debutantes de la Ohio Valley Conference en 2013, y en el mejor quinteto absoluto al año siguiente.

### Profesional
Tras no ser elegido en el Draft de la NBA de 2014, en el mes de junio firmó su primer contrato profesional con el ALM Évreux Basket de la Pro B francesa. Allí jugó una temporada en la que promedió 16,3 puntos y 4,1 asistencias por partido.
Al año siguiente firmó contrato con el KK Zadar hasta final de la temporada regular de la Liga ABA, disputando 26 partidos en los que promedió 12,5 puntos y 2,0 asistencias. En el mes de marzo finalizó su contrato, fichando poco después con el Pertevniyal S.K. turco hasta final de temporada, con el que promedió 15,4 puntos y 4,6 asistencias por partido.
En julio de 2016 fichó por en Derthona Basket de la Serie A2 italiana, donde completó su primera temporada con unos promedios de 18,8 puntos y 4,0 asistencias por encuentro.
En septiembre de 2017 fichó por el Pierniki Toruń de la liga polaca.
En la temporada 2018-19, juega en las filas del KK Krka Novo Mesto de la liga eslovena.
El 4 de diciembre de 2020, firma por el Lavrio B.C. de la A1 Ethniki, la primera división griega, tras comenzar la temporada en Dinamarca en las filas del Bakken Bears.
El 2 de diciembre de 2021, firma por el Peristeri B.C. de la A1 Ethniki.
En la temporada 2022-23, firma por el Basket Zielona Góra que compite en la TBL, pero solo llega a disputar dos partidos, firmando posteriormente por el VEF Rīga, en su segunda etapa en el equipo letón.
En enero de 2025 se unió al Paisas BBC de Colombia para disputar la BCLA.